# Тіток Андрій Володимирович
Андрій Володимирович Тіток — український журналіст, продюсер, медіаменеджер. Кавалер ордена «За заслуги» III ступеня (2022).

## Життєпис
Працює продюсером управління Філії «Чернігівська регіональна дирекція» акціонерного товариства «Національна суспільна телерадіокомпанія України».
З початком російського вторгнення в Україну Андрій Тіток включається у національний і міжрегіональний марафони та робить сюжети про наслідки війни на Чернігівщині.

## Нагороди, відзнаки
- орден «За заслуги» III ступеня (6 червня 2022) — за вагомий особистий внесок у розвиток вітчизняної журналістики та інформаційної сфери, мужність і самовідданість, виявлені під час висвітлення подій повномасштабного вторгнення Російської Федерації на територію України, багаторічну сумлінну працю та високу професійну майстерність[2].
- Премія імені Івана Франка у галузі інформаційної діяльності (2024)[3]